# Eldergrove (Iowa)
Eldergrove est une communauté non constituée en municipalité, du comté d'Allamakee en Iowa, aux États-Unis.
Le bureau de poste est inauguré en 1897 et fermé en 1904.